# Saint-Martin-des-Champs (Mancha)
Saint-Martin-des-Champs  era una comuna francesa situada en el departamento de Mancha, de la región de Normandía. Desde el 1 de enero de 2019 es una comuna delegada de la comuna de Avranches.

## Demografía
| 493 | 675 | 1 109 | 1 388 | 1 752 | 2 094 | 2 191 | 2 370 |
| Para los censos de 1962 a 1999 la población legal corresponde a la población sin duplicidades (Fuente: INSEE [Consultar]) |     |       |       |       |       |       |       |